# Оге, граф Розенборг
Принц Оге, граф Розенборг (дат. Prince Aage, Count of Rosenborg), при рождении Оге Кристиан Александр Роберт (дат. Aage Christian Alexander Robert; 10 июня 1887 — 19 февраля 1940) — датский принц, подполковник Французского Иностранного легиона. Сын принца Вальдемара Датского и принцессы Марии Орлеанской.

## Биография

### Происхождение
Старший сын Вальдемара Датского. Имел трёх братьев и сестру: 
- Аксель (1888—1964), в 1919 женился на принцессе Маргарите Шведской.
- Эрик (1890—1950), женат морганатическим браком, получил титул графа Розенборг.
- Вигго (1893—1970), женат морганатическим браком, получил титул графа Розенборг.
- Маргрете (1895—1992), в 1921 вышла замуж за принца Рене Бурбон-Пармского.

### Служба в армии
В 1909—1913 годах служил в датской королевской армии, получил звание лейтенанта. Во время Первой мировой войны находился в Италии в статусе наблюдателя, по возвращении домой получил звание капитана. Некоторое время принца Оге связывали отношения с принцессой Марией Бонапарт, которая была женой его двоюродного брата принца Георга Греческого и Датского и даже имела отношения с Вальдемаром Датским. Свидетелями не установлено отношение принца Георга к подобным фактам.

### Морганатический брак
Не спросив разрешения короля Дании Кристиана X, Оге сочетался браком с Матильдой Кальви, графиней Берголо (17 сентября 1885, Буэнос-Айрес — 16 октября 1949, Копенгаген), дочерью Карло Джорджо Лоренцо Кальви, 5-го графа Берголо и баронессы Анны Гвидобоно Кальвакини Роэро Сан Северино. Свадьба прошла 1 февраля 1914 в Турине. 4 февраля Оге был исключён из списка наследников датского королевского престола и лишился титула принца Датского и права на обращение «Его Королевское Высочество», которое носил с 5 февраля 1904 года. При этом Оге 5 февраля получил титул принца и графа Розенборга с обращением «Его Высочество». При этом титул не мог быть передан по наследству, и обращение сохранялось только за Оге и его супругой.
Оге и Матильда развелись в 1939 году. В браке родился их единственный сын:
- Вальдемар Александр Георг Луиджи Мария, граф Розенборг (3 января 1915 — 1 апреля 1995), он женился 20 апреля 1949 года в Вильфранш-сюр-Мер (Ницца) на Флории, баронессе д'Уар-Сен-Мори (1925—1995), состоявшей ранее в браке с Шарлем Эммануэлем, графом де Ла Рошфуко-Монбелем (умер 30 июня 2000[5]). Детей у них не было.

### В Иностранном легионе
В 1922 году Оге получил разрешение от короля Дании, как требовалось датскими законами, на увольнение из датской армии и службу во Французском Иностранном легионе. После переговоров с французским правительством Оге заступил на службу в звании капитана. Участвовал в Рифской войне в Марокко и был ранен в левую ногу, за что получил Военный крест иностранных театров военных действий. За 17 лет службы дослужился до звания подполковника и был награждён орденом Почётного легиона. Воспоминания о своей службе в Легионе опубликовал в 1927 году на английском под названием «A royal adventurer».

### Смерть и память
19 сентября 1940 года принц Оге скончался от плеврита в марокканской Тазе. Изначально его похоронили в Сиди-бель-Аббес (Алжир) в штабе Легиона. В 1962 году, незадолго до признания независимости Алжира и ухода легиона было принято решение перезахоронить останки трёх солдат в Обане, новом штабе Легиона на юге Франции. Ныне его останки покоятся рядом с могилой генерала Поля-Фредерика Ролле и легионера Циммермана.

## Титулы
- 10 июня 1887 – 4 февраля 1904: Его Высочество Принц Оге Датский
- 5 февраля 1904 – 4 февраля 1914: Его Королевское Высочество Принц Оге Датский
- 5 февраля 1914 – 29 февраля 1940: Его Высочество Принц Оге, граф Розенберг